# 张子霖
张子霖（1985年—），出生于湖南省永州市祁阳县。湖南科技大学艺术学院美术专业肄业。任中国泛蓝联盟湖南省负责人。

## 经历
2006年11月7日，张子霖因筹备纪念孙中山诞辰一百四十周年而被拘留，15天后获释。2007年5月9日，前往湖南省委采访退伍军人集体上访事件后被逮捕，2009年5月29日出狱。
2011年5月19日，咳血进入湖南省人民医院治疗，称已病危。